# Kant, Kirgizistan
Kant (ryska: Кант) är en distriktshuvudort i Kirgizistan.   Den ligger i oblastet Tjüj Oblusu, i den norra delen av landet, 21 km öster om huvudstaden Bisjkek. Kant ligger 743 meter över havet och antalet invånare är 20 181.
Terrängen runt Kant är platt, och sluttar norrut. Runt Kant är det ganska tätbefolkat, med 111 invånare per kvadratkilometer. Närmaste större samhälle är Lebedinovka, 14,1 km väster om Kant. Trakten runt Kant består till största delen av jordbruksmark.